# شنماي
Chinni تشِن مي مصطلح ياباني يعني المذاق النادر و بصورة أدق (الشهي).
هذا الطعام أو المقبلات كان شائعا في المطابخ المحلية، ولكنها مع الوقت فقدت رصيدا كبيرا من شعبيتها وبقيت علامة مميزة لمناطق معينة فقط وليس على مستوى البلد كاملا. في الغالب يشتمل العديد منها على مخلل المأكولات البحرية.

## قائمة الأطعمة الشهية chinmi
هذه القائمة تتضمن أسماء المدن اليابانية وأهم الأطباق الشعبية الشهية التي تحولت من أطباق يومية إلى أطباق تراثية ليس عليها إقبال.
·  منطقة هوكايدو
1. هيزوناماسو Ika Nankotsu- طبق يتضمن عظام طرية مطبوخة من الحبار
2. كانكاي - سمك كوماي مجفف ، ويمكن تناوله كما هو ، أو سلقه وتناوله مع الصلصة المصنوعة بخلط المايونيز وصلصة الصويا ورشات من مسحوق الفلفل الأحمر.
3. كيريكومي
4.      ماتسومايزوكي
5.      ميفون
6.      ساكتوبا - سمك سلمون مدخن
7.      تاتشيكاما
8.      يوني
·        منطقة توهوكو
1.      أوابي نو كيمو - الأعضاء الداخلية الأرضية لأذن البحر.
2.      Donpiko - قلب سمك السلمون ، حيث إنه يمكن تناول واحد فقط من سمكة ، فهو نادر جدًا.
3.      هويا - أناناس البحر.
4.      Momijizuke - قطع من السلمون الطازج ومخلل Ikura معًا
5.      Tonburi - تخصص محافظة أكيتا.
·        منطقة كانتو
1.      Ankimo - كبد سمك أنكو طازج أو مطهو على البخار.
2.      كوسايا - الأسماك المجففة والمخللة لجزر إيزو.
·        منطقة تشوبو
1.      Fugu no Ranso no Nukazuke - عبارة وجبة تتضمن مبيض السمكة المنتفخة منزوع السموم في نخالة الأرز.
2.      هيبو
3.      إيكا نو ماروبوشي
4.      إناغو نو تسوكوداني
5.      كونواتا
6.      كوتشيكو
7.      كوروزوكوري
8.      زازاموشي
·        منطقة كينكي
1.      دايتوكوجي ناتو
2.      فونازوشي
3.      كينزانجي ميسو
·        منطقة تشوغوكو
1.      هيروشيمانا
·       منطقة شيكوكو
1.      كوروجي
2.      كاتسو نو هيسو
3.      شوتو
4.      دوروم
·        منطقة كيوشو
1.      جانزوكي (ساغا)
2.      كاراشي مينتايكو (فوكوكا)
3.      كاراشي رينكون (كوماموتو)
4.      كاراسومي (ناغازاكي)
5.      أوكيوتو (فوكوكا)
·        منطقة أوكيناوا
1.      توفويو
2.      Umibudo - نوع من الأعشاب البحرية الصالحة للأكل ببذور صغيرة تتدلى من سيقانها.

## أنظر إيضا
- https://en.wikipedia.org/wiki/Acquired_taste
- https://guidable.co/culture/chinmi-japans-rare-traditional-delicacies/